# Halcyon (album)

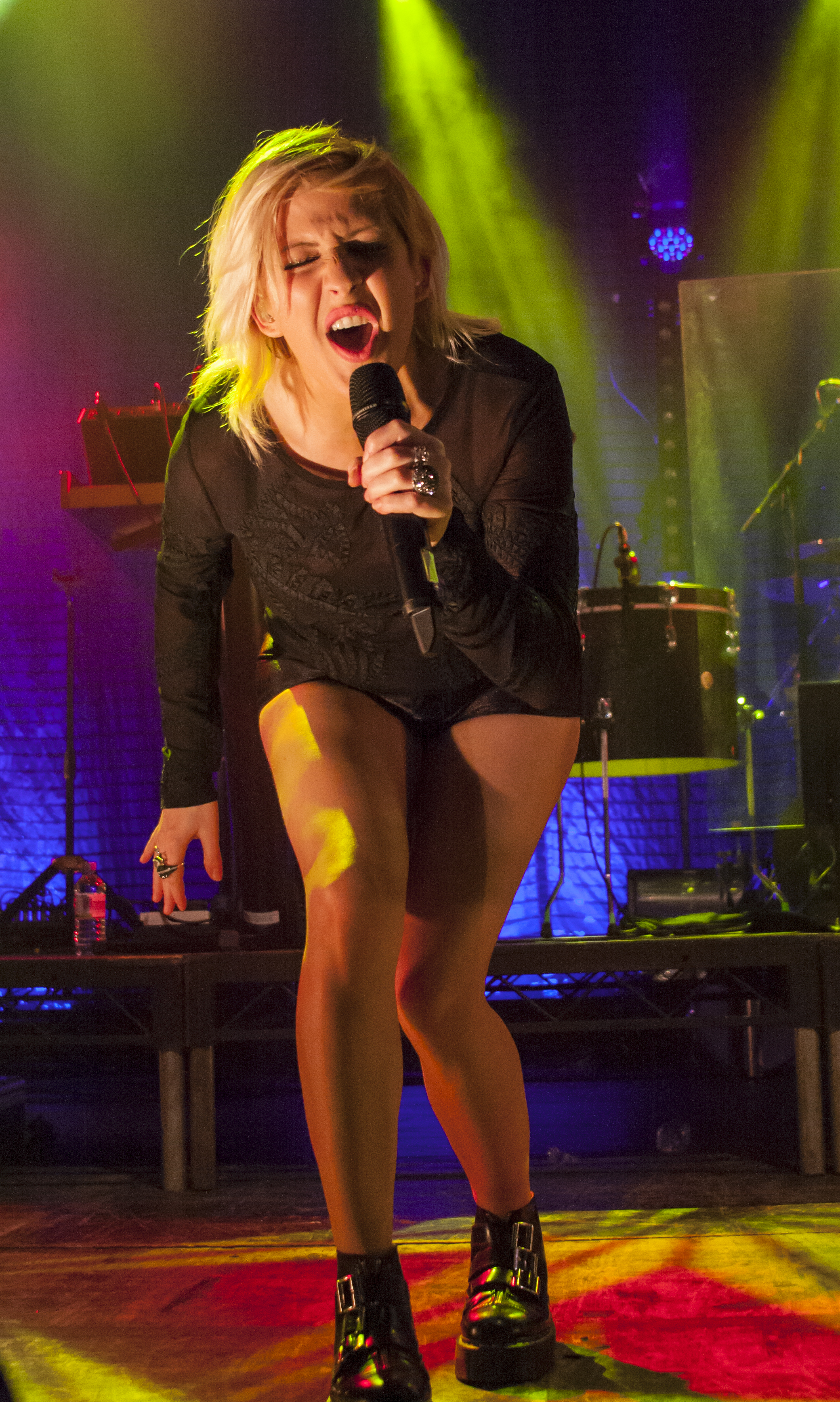
Représentation de Ellie Goulding à la Manchester Academy (à l'université de Manchester, Angleterre) le 17 décembre 2012.

 (décembre 2016).
Si vous disposez d'ouvrages ou d'articles de référence ou si vous connaissez des sites web de qualité traitant du thème abordé ici, merci de compléter l'article en donnant les références utiles à sa vérifiabilité et en les liant à la section « Notes et références ».
Pour les articles homonymes, voir Halcyon (homonymie).
Halcyon est le deuxième album studio de la chanteuse anglaise Ellie Goulding sorti le 5 octobre 2012.

## Fiche technique

### Liste des chansons

#### Édition originale (2012):Halcyon
| No  | Titre                          | Notes                              | Durée |
| --- | ------------------------------ | ---------------------------------- | ----- |
| 1.  | Don't Say A Word               |                                    |       |
| 2.  | My Blood                       |                                    |       |
| 3.  | Anything Could Happen          |                                    |       |
| 4.  | Only You                       |                                    |       |
| 5.  | Halcyon                        |                                    |       |
| 6.  | Figure 8                       |                                    |       |
| 7.  | JOY                            |                                    |       |
| 8.  | Hanging On                     |                                    |       |
| 9.  | Explosions                     |                                    |       |
| 10. | I Know You Care                |                                    |       |
| 11. | Atlantis                       |                                    |       |
| 12. | Dead In The Water              |                                    |       |
| 13. | I Need Your Love (Bonus Track) | Calvin Harris feat. Ellie Goulding |       |
| 14. | Lights (single version)        |                                    |       |

#### Édition 2013:Halcyon Days
| No  | Titre                                  | Notes                                                              | Durée |
| --- | -------------------------------------- | ------------------------------------------------------------------ | ----- |
| 1.  | Don't Say A Word                       |                                                                    |       |
| 2.  | My Blood                               |                                                                    |       |
| 3.  | Anything Could Happen                  |                                                                    |       |
| 4.  | Only You                               |                                                                    |       |
| 5.  | Halcyon                                |                                                                    |       |
| 6.  | Figure 8                               |                                                                    |       |
| 7.  | JOY                                    |                                                                    |       |
| 8.  | Hanging On                             |                                                                    |       |
| 9.  | Explosions                             |                                                                    |       |
| 10. | I Know You Care                        |                                                                    |       |
| 11. | Atlantis                               |                                                                    |       |
| 12. | Dead In The Water                      |                                                                    |       |
| 13. | Beating Heart                          | Titre également présent dans la bande originale du film Divergente |       |
| 14. | Lights                                 |                                                                    |       |
| 15. | I Need Your Love (Bonus Track)         | Calvin Harris feat. Ellie Goulding                                 |       |
| 16. | Burn                                   |                                                                    |       |
| 17. | Goodness Gracious                      |                                                                    |       |
| 18. | You My Everything                      |                                                                    |       |
| 19. | Hearts Without Chains                  |                                                                    |       |
| 20. | Stay Awake                             |                                                                    |       |
| 21. | Under Control                          |                                                                    |       |
| 22. | Flashlight                             |                                                                    |       |
| 23. | How Long Will I Love You (Bonus Track) |                                                                    |       |

#### Édition Deluxe 2014:Halcyon Days
| No  | Titre                                   | Notes                              | Durée |
| --- | --------------------------------------- | ---------------------------------- | ----- |
| 1.  | Don't Say A Word                        |                                    |       |
| 2.  | My Blood                                |                                    |       |
| 3.  | Anything Could Happen                   |                                    |       |
| 4.  | Only You                                |                                    |       |
| 5.  | Halcyon                                 |                                    |       |
| 6.  | Figure 8                                |                                    |       |
| 7.  | JOY                                     |                                    |       |
| 8.  | Hanging On                              |                                    |       |
| 9.  | Explosions                              |                                    |       |
| 10. | I Know You Care                         |                                    |       |
| 11. | Atlantis                                |                                    |       |
| 12. | Dead In The Water                       |                                    |       |
| 13. | Lights                                  |                                    |       |
| 14. | I Need Your Love (Bonus Track)          | Calvin Harris feat. Ellie Goulding |       |
| 15. | Ritual                                  |                                    |       |
| 16. | In My City                              |                                    |       |
| 17. | Without Your Love                       |                                    |       |
| 18. | Hanging On                              | feat. Tinie Tempah                 |       |
| 19. | Burn                                    |                                    |       |
| 20. | Goodness Gracious                       |                                    |       |
| 21. | You My Everything                       |                                    |       |
| 22. | Hearts Without Chains                   |                                    |       |
| 23. | Stay Awake                              |                                    |       |
| 24. | Under Control                           |                                    |       |
| 25. | Flashlight                              |                                    |       |
| 26. | How Long Will I Love You (Bonus Track)  |                                    |       |
| 27. | Tessellate (Bonus Track)                |                                    |       |
| 28. | Midas Touch [feat. Burns] (Bonus Track) |                                    |       |